# Bulbophyllum cylindricum
Bulbophyllum cylindricum là một loài phong lan thuộc chi Bulbophyllum.